# Dibunus bakeri
Dibunus bakeri is een hooiwagen uit de familie Epedanidae. De originele naamcombinatie (protoniem) was Anacudorsum bakeri Roewer, 1926. Een volgende naamrecombinatie werd gepubliceerd als Dibunus bakeri (Roewer, 1926) in Goodnight & Goodnight 1957. (Let op: hierdoor ontstond een secundair homoniem dat pas later werd herkend, zie Dibunus lagunae Kury, 2020.